# Commission de l'agriculture et du développement rural
La commission de l'agriculture et du développement rural (AGRI) est l'une des 22 commissions et sous-commissions du Parlement européen.

## Missions
La commission est responsable:
- De la mise en place et de la gestion de la Politique agricole commune (PAC)
- Du développement rural
- De la législation sur:
  - les questions vétérinaires, phytosanitaires et de l'alimentation animale, à condition que ces mesures ne visent pas à protéger contre les risques pour la santé humaine
  - L'élevage et le bien-être animal
- De l'amélioration de la qualité des produits agricoles
- Des livraisons de matières premières pour l'agriculture
- De l'office communautaire des variétés végétales
- De la sylviculture

## Principaux membres

### Législature 2004-2009
| Nom                                    | Position au sein de la commission | Pays        | Groupe politique |
| -------------------------------------- | --------------------------------- | ----------- | ---------------- |
| Neil Parish                            | Président                         | Royaume-Uni | PPE-DE           |
| Jean-Claude Fruteau                    | Vice-président                    | France      | PSE              |
| Janusz Wojciechowski                   | Vice-président                    | Pologne     | UEN              |
| Friedrich-Wilhelm Graefe zu Baringdorf | Vice-président                    | Allemagne   | Verts/ALE        |

### Législature 2009-2014
| Nom             | Position au sein de la commission | Pays     | Groupe politique |
| --------------- | --------------------------------- | -------- | ---------------- |
| Paolo De Castro | Président                         | Italie   | S&D              |
| Rareș Niculescu | Vice-président                    | Roumanie | PPE-DE           |
| José Bové       | Vice-président                    | France   | Verts/ALE        |
| Marit Paulsen   | Vice-présidente                   | Suède    | ADLE             |

### Législature 2019-2024
| Nom                 | Position au sein de la commission | Pays      | Groupe politique |
| ------------------- | --------------------------------- | --------- | ---------------- |
| Norbert Lins        | Président                         | Allemagne | PPE              |
| Francisco Guerreiro | Vice-président                    | Portugal  | Verts/ALE        |
| Daniel Buda         | Vice-président                    | Roumanie  | PPE              |
| Mazaly Aguilar      | Vice-présidente                   | Espagne   | CRE              |
| Elsi Katainen       | Vice-présidente                   | Finlande  | RE               |

### Législature 2024-2029
| Nom                 | Position au sein de la commission | Pays      | Groupe politique |
| ------------------- | --------------------------------- | --------- | ---------------- |
| Veronika Vrecionová | Présidente                        | Tchéquie  | CRE              |
| Daniel Buda         | Vice-président                    | Roumanie  | PPE              |
| Norbert Lins        | Vice-président                    | Allemagne | PPE              |
| Éric Sargiacomo     | Vice-président                    | France    | S&D              |